# Michael Brune
Michael Brune é o diretor executivo da Sierra Club, uma organização ambiental americana fundada em 1892 pelo preservacionista John Muir. Brune foi nomeado como diretor executivo em janeiro de 2010. Antes de trabalhar para o Sierra Club, foi diretor executivo da Rainforest Action Network por sete anos. Ele também trabalhou como organizador do Greenpeace.